# Guacho (pel·lícula)
Guacho és una pel·lícula argentina del 1954, dirigida per Lucas Demare, protagonitzada per Tita Merello i Carlos Cores. Guacho procedeix del quítxua de Cusco wakcha que significa pobre, orfe. Estrenada a Buenos Aires el 7 de juliol de 1954. Va obtenir cinc premis, entre ells els de millor director de l'any, de la Asociación de Cronistas de Cine, i el de millor pel·lícula de l'any de l'Acadèmia d'Arts i Ciències Cinematogràfiques, en 1955. Els exteriors de la pel·lícula van ser filmada aPuerto Montt, al sud de Xile. També se la coneix com El castigo de los mares del sur.

## Argument
Una dona (Tita Merello), casada amb un mariner (Carlos Cores), ha de criar al seu propi fill i també al qual el seu marit va tenir abans amb una altra dona. Tots dos nens van creixent diferents: feble el que van tenir junts, fort el que va tenir amb l'altra dona. La dona llavors es veu inclinada a adjudicar-se la maternitat de nen fort, canviant les identitats de tots dos. Però succeeix que el seu propi fill biològic, a qui ella presentava com de "l'altra", mor en un naufragi. La culpa de la mare, la porta llavors al suïcidi.

## Repartiment
- Tita Merello
- Carlos Cores
- Julia Sandoval
- Enrique Chaico
- Margarita Corona
- Luis Medina Castro
- Néstor Deval
- Alberto Barcel
- Alejandro Rey
- Félix Rivero
- Antonia Volpe
- Orestes Soriani
- Carmen Giménez
- Aída Villadeamigo
- Francisco Audenino
- Mecha Corbo
- María Ferez
- Domingo Garibotto
- Ricardo Carenzo
- Juan Villarreal
- Elvira Quiroga

## Premis
- Premis Còndor de Plata (1955): millor director, millor actriu (Tita Merello).
- Academia de Artes y Ciencias Cinematográficas de la Argentina: millor pel·lícula, millor director, millor actriu de repartiment (Julia Sandoval).